# Aéroport Brive-Vallée de la Dordogne
De Luchthaven Brive-Vallée de la Dordogne (Frans: Aéroport Brive-Vallée de la Dordogne) (voorheen Brive-Souillac) is een kleine internationale luchthaven bij Brive-la-Gaillarde in het departement Corrèze in de regio Limousin van Frankrijk.
De luchthaven ligt zo'n 20 kilometer ten zuiden van Brive-la-Gaillarde. Per auto is de luchthaven bereikbaar via de E9/A20. 